# フェニヤとメニヤ

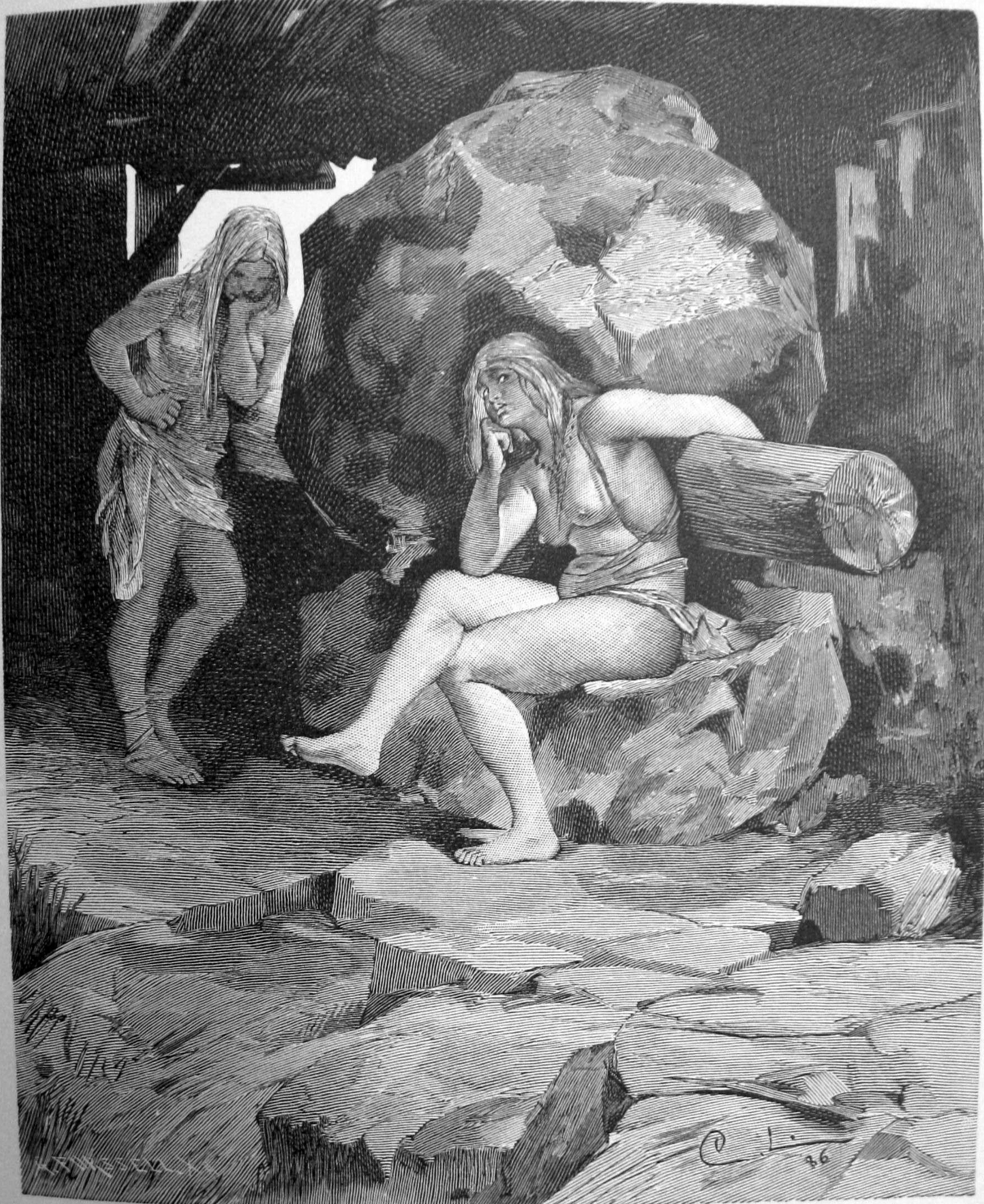
木版画に描かれたフェニヤとメニヤ。画の右下隅に画家カール・ラーションの、左下隅に木版画家 Gunnar Forssell のサインがみえる。

フェニヤ(Fenja、Fenia)とメニヤ(Menja、Menia、Mena)は、北欧神話に登場する巨人女性の名である。
2人の物語は、『散文エッダ』第二部『詩語法』および『詩のエッダ』の詩の1編『グロッティの歌』に残されている。
また、何編かの詩に、彼女らの名前を用いたケニングがみられる。

## 名前
日本語訳では次のような表記がみられる。
- フェニヤ - フェニァ[2]、フェニア[3]、フェンヤ[4]など。
- メニヤ - メニァ[2]、メニア[3]、メンヤ[4]など。

フェニヤ(Fenia)の名は「穀を除く女」「粉碾き」、メニヤ(Menia)の名は「女奴隷」を意味している。

## 『散文エッダ』
『詩語法』では次のような物語が語られている。
体つきが大きく、力も強いフェニヤとメニヤは、スウェーデンの王フィヨルニルが所有する女奴隷であった。
ある日、フィヨルニルと親しくしているデンマーク王のフロージが2人の身柄を買った。
さて、デンマークには、グロッティと呼ばれる2個の大きな石臼があった。
人間の力はとても回せないものだったが、もしそれらの石臼を回したら、自分が願うどんなものも石臼に生み出させることができた。
フロージはフェニヤとメニヤに石臼の作業を義務づけ、自分のために黄金、平和、幸福を碾くよう命じた。
さらに彼は、詩を朗唱する間またはカッコウの沈黙より長くは、フェニヤとメニヤに休憩も睡眠も与えなかった。
フェニヤとメニヤはこの仕打ちへの復讐のために、「グロッティの歌」を歌い始めた。
そして歌い終える前に、2人は海王ミューシングに率いられる軍勢を碾き出した。
ミューシングは夜の間に攻め込んできてフロージを殺した上、多くの略奪品とともにフェニヤとメニヤを連れ出し、グロッティも持ち出して自分の船に乗せた。
それからフェニヤとメニヤに、グロッティから塩を碾き出すように命じた。
ミューシングは際限なく塩を碾かせたため、塩の重量によってついに船は夜の海に沈んでいった。
フェニヤとメニヤがどうなったかは語られない。

## 『詩のエッダ』

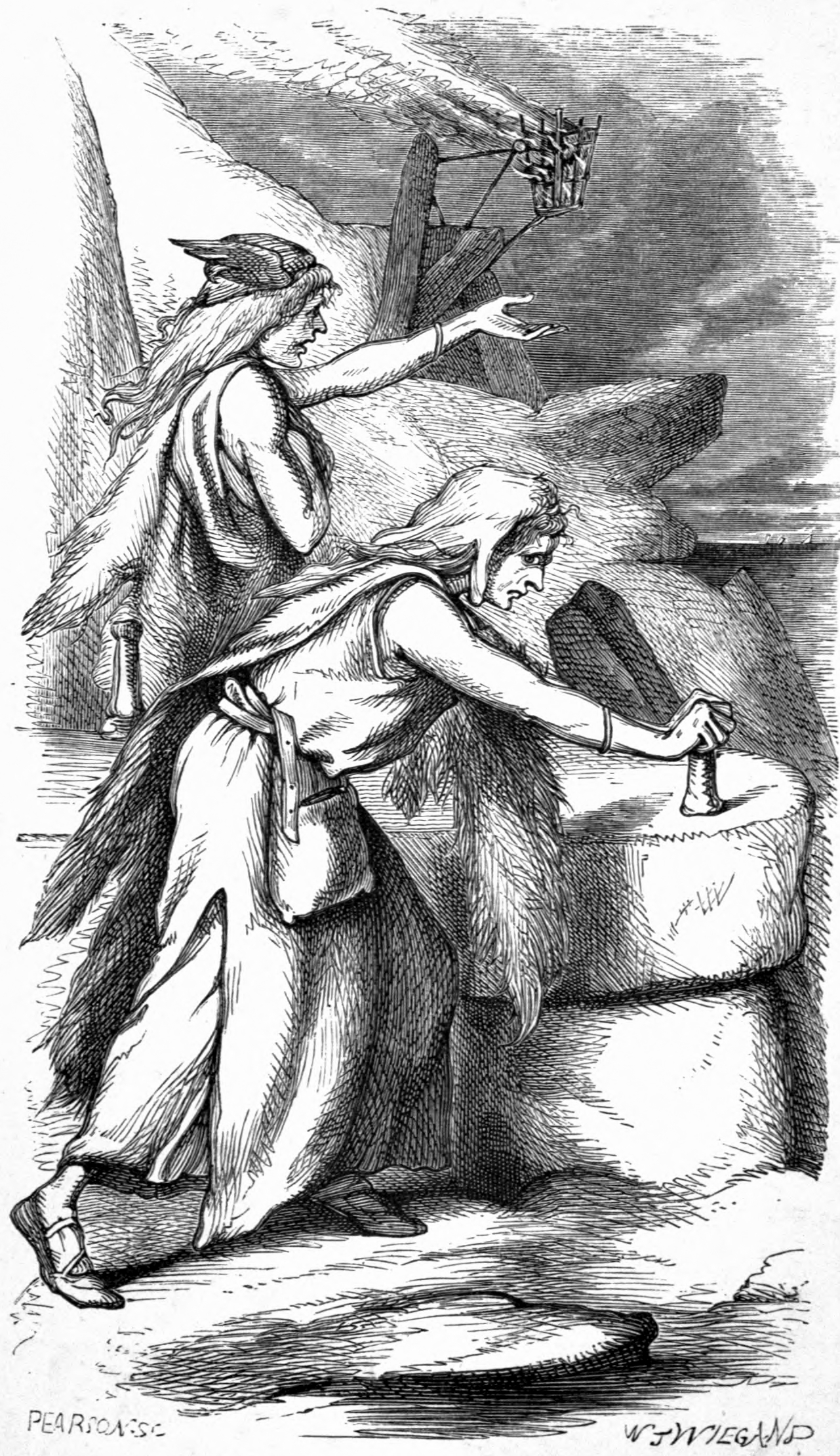
Julia Goddardによって描かれた、グロッティを回すフェニヤとメニヤ。（1871年）

『グロッティの歌』では、「未来が読める」といわれるフェニヤとメニヤが、フロージの元へ連れてこられ、石臼を碾く作業を命じられるところから始まる。
他の奴隷が眠る夜も2人は作業を続けるが、ついに呪いの歌を歌い始める。
2人は、自分たちが山の巨人のイジとアウルニル兄弟から生まれたこと、自分たちが山から巨石や巨岩を転げ落としたために人間達の前に今それがあること、スヴィージオーズ（スウェーデン）での戦争に参加して戦い、勝利をもたらしたことなどを延々と歌い、最後に力任せに石臼を碾いてこれを破壊してしまった。

## ケニングに現れるフェニヤとメニヤ
黄金を表すケニングとして『詩語法』56節には「ビャルキの古詩」から「フェニヤの傭われ仕事」が引用されている。また『古エッダ』の『シグルズルの短い歌』第52節には「メニヤの財宝」という表現がある。
ほかに、詩人エイナル・スクーラソンの詩では、フェニヤとメニャに対し「フロージの養子」というケニングが用いられ、「フロージの養子の種」つまり「粉」が黄金のケニングとして用いられている。